# Bitva u Staré Boleslavi
Bitva u Staré Boleslavi byla menším válečným střetem mezi ustupujícím rakouským vojskem spadajícím pod velení generála Maximiliana Ulyssese Browna a jednotkami pruské armády polního maršála Kurta Christopha von Schwerina v rámci tažení krále Fridricha II. do Čech v první fázi tzv. sedmileté války o rakouské následnictví. Odehrála se mezi 2. a 5. květnem 1757 v okolí i přímo v zástavbě Staré Boleslavi při pokusu Prusů obsadit zdejší most přes Labe, který se spolu s mostem v Kostelci nad Labem staly místy překročení řeky Schweinova voje k zaujetí pozic před bitvou u Štěrbohol v okolí Prahy svedenou 6. května. Most se útočníkům podařilo získat pod kontrolu, během střetu však zahynul vysoce postavený pruský důstojník, generálmajor jezdectva Carl Ernst von Wartenberg.

## Předehra
Po rozpoutání sedmileté války Pruskem 29. srpna 1757, sérii vítězství v Sasku a nejistém úspěchu v bitvě u Lovosic byly vojenské operace kvůli přicházející zimě přerušeny. Bojové akce roku 1757 zahájil Fridrich II., který nečekal na soustředěný úder koalice evropských panovníků a rozhodl se zničit rakouskou armádu ještě v zimních kvartýrech. V dubnu vpadl třemi pochodovými proudy na území Čech a překvapené rakouské oddíly tlačil směrem k české metropoli. Pouze při střetnutí u Liberce byl rakouský sbor hraběte Königsegga schopen klást jednotkám polního maršála Augusta Viléma von Braunschweig-Beverna spořádaný odpor. Rakušané ustupující od Budyně se u Prahy shromáždili mezi 1. a 2. květnem a z rozhodnutí polního maršála Browna rozložili tábor na bělohorské pláni. Po následné výměně Browna v pozici vrchního velitele rakouských ozbrojených sil za vévodu Karla Lotrinského došlo ke změně lokace bitvy, což částečně předznamenalo následnou rakouskou porážku.

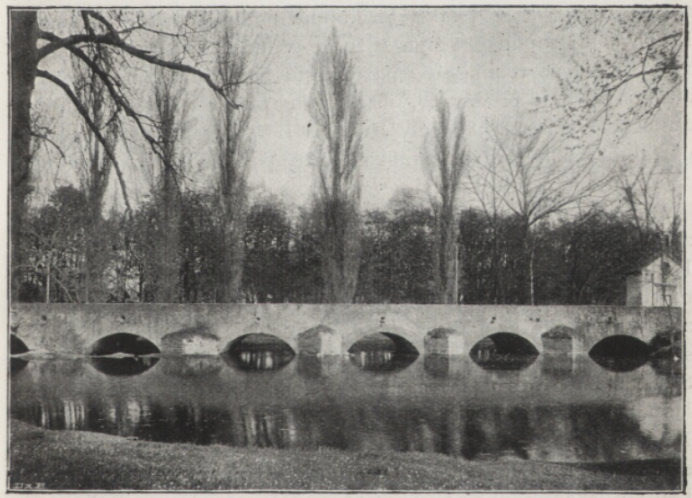
Starý most přes Labe mezi Starou Boleslaví a Brandýsem (cca r. 1900)

Pruská armáda mezitím ve třech vojích postupovala dále ze sever a severovýchodu do českého vnitrozemí. Hlavní část Fridrichovy armády postupovala po západním břehu Labe, sbory maršála Braunschweig-Beverna od Liberce, sbory maršála von Schwerina pak pochodovaly přes Dvůr Králové nad Labem a Jičín k Mnichovu Hradišti. V jeho okolí se oba voje spojily v jeden pod von Schwerinovým velením a skupina v celkovém počtu až 55 tisíc vojáků zahájila postup ku Praze, vzdálené asi 70 kilometrů. Zde se měla spojit s královým vojskem, a von Schwerin, jakožto Fridrichův celoživotní mentor a učitel měl přidat k řízení vojska v plánované rozhodné bitvě. Jeho jednotky však musely překonat největší přirozenou překážku v této cestě, řeku Labe.

## Průběh bitvy

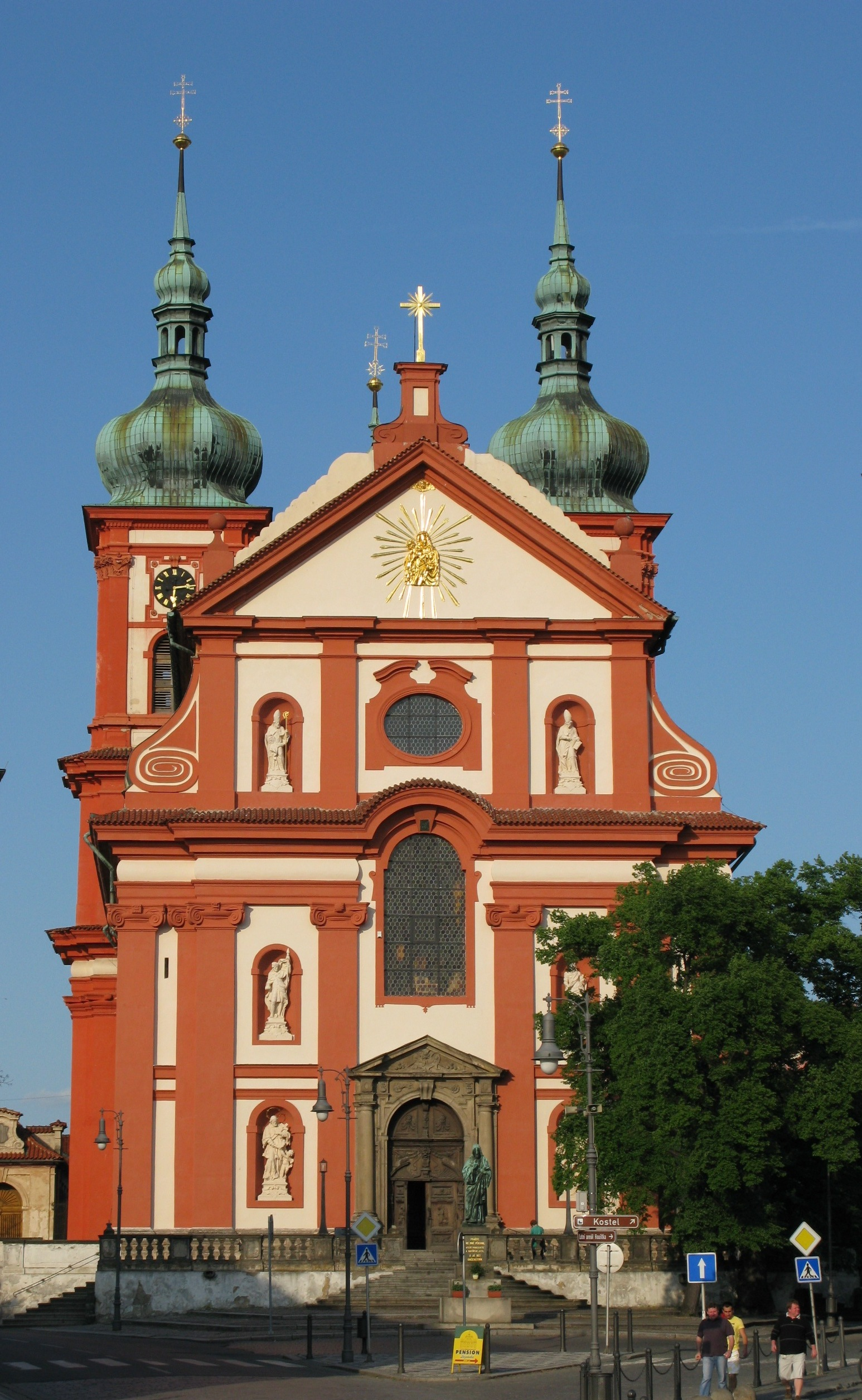
Průčelí kostela Nanebevzetí Panny Marie

K překonání řeky zvolil Schwerinův štáb kamenné mosty u polabských měst Stará Boleslav a Kostelec nad Labem. Zde se jim postavily na odpor rakouské jednotky kryjící ústup armády generála Browna. Jelikož byl staroboleslavský most dopravně důležitější, byly zde soustředěny hlavní von Schwerinovy síly. Staré Boleslavi Prusové dosáhli 2. května 1757. Zde se setkaly s urputným odporem rakouských jednotek hájících labský most. Boje se rozhořely v okolí i přímo v ulicích města, kterým Prusové postupovali směrem k mostu, a trvaly patrně několik dní. Osobně se bojů účastnil též další člen pruského generálního štábu, Carl Ernst von Wartenberg (1711–1757). Tvrdé boje se odehrály taktéž u zdí kostela Nanebevzetí Panny Marie stojícího na městském náměstí. Část města podlehla při pruském útoku požáru a taktéž mariánský kostel byl poškozen dělostřeleckou palbou. Uvádí se, že pod plnou kontrolu se oba mosty povedlo Schwerinově skupině dostat až 5. května 1757, což však znamenalo zpoždění ve Fridrichových plánech. Během bojů byl navíc zabit generálmajor von Wartenberg.

## Hodnocení bitvy
Díky početní převaze, lepší organizovanosti a vojenské iniciativě bylo na pruské straně vybojováno vítězství. Schwerinovi muži následně 5. května překročili Labe a postupně se ve večerních a nočních hodinách začali shromažďovat na prosecké pláni na dohled od Prahy, kam Fridrichova armáda dorazila po vybudování pontonového mostu přes Vltavu u Sedlce. Maršál Schwerin chtěl bitvu o den odložit, aby si jeho unavení vojáci mohli odpočinout. Úmyslem pruského krále bylo zaútočit na Lotrinského a Browneho co nejdříve, neboť byl v tu dobu patrně dobře informován o pohybech armády generála Dauna. Střet proběhl následujícího dne a posléze proslul jako bitva u Štěrbohol a pro rakouskou armádu znamenala porážku. Daun do bojů se svýmu voji nakonec nestihl zasáhnout, neboť se v den bitvy nacházel asi 50 kilometrů od Prahy u Sadské. Po následné pro Rakousko vyhrané bitvě u Kolína svedené 18. června téhož roku se povedlo donutit pruskou armádu k ústupu a návratu do Pruska.
Wartenbergovo úmrtí bylo pro generální štáb Fridricha II., zejména před štěrboholským střetem, citelnou personální ztrátou. Generálmajor byl pohřben byl v kryptě městského kostela Nanebevzetí Panny Marie.
Do zdi staroboleslavského kostela byla na připomínku bitvy nastálo zazděna dělová koule.